# Conscience populaire nationale

Drapeau de Conscience populaire nationale.

Conscience populaire nationale (en grec moderne : Εθνική Λαϊκή Συνείδηση / Ethnikí Laïkí Synídisi), plus connu sous son acronyme, Ε.ΛΑ.ΣΥΝ. / ELASYN, est un parti politique nationaliste grec et d'extrême droite, en Grèce. il est fondé en 2019 par Ioánnis Lagós. En 2021, le poste de président est occupé par un comité de deux membres, composé de Giórgos Loukános et Giánnis Zográfos.

## Histoire
Le parti Conscience nationale populaire est fondé par Ioánnis Lagós, député européen indépendant d'Aube dorée. Le 9 novembre 2019, la conférence fondatrice du parti s'est tenue, à laquelle participent les anciens députés Panayiótis Iliópoulos, Geórgios Germenís et Sotiría Vláchou (el), ainsi que d'autres membres ayant quitté Aube dorée. Le parti comprend également des personnes issues de l'aire nationaliste au sens large, notamment le Front unitaire des compatriotes d'idéologie hellénique (el) de Konstandínos Plévris.
Lors de la conférence, la déclaration fondatrice du parti est présentée et des élections ont lieu, au cours desquelles Ioánnis Lagós et le Conseil de coordination sont élus à la présidence.
En mai 2020, il est annoncé qu'ELASYN rejoint l'Union patriotique du peuple grec, tandis qu'en septembre de la même année, le parti a rejoint l'Alliance pour la paix et la liberté.